# Dolcetto d'Alba

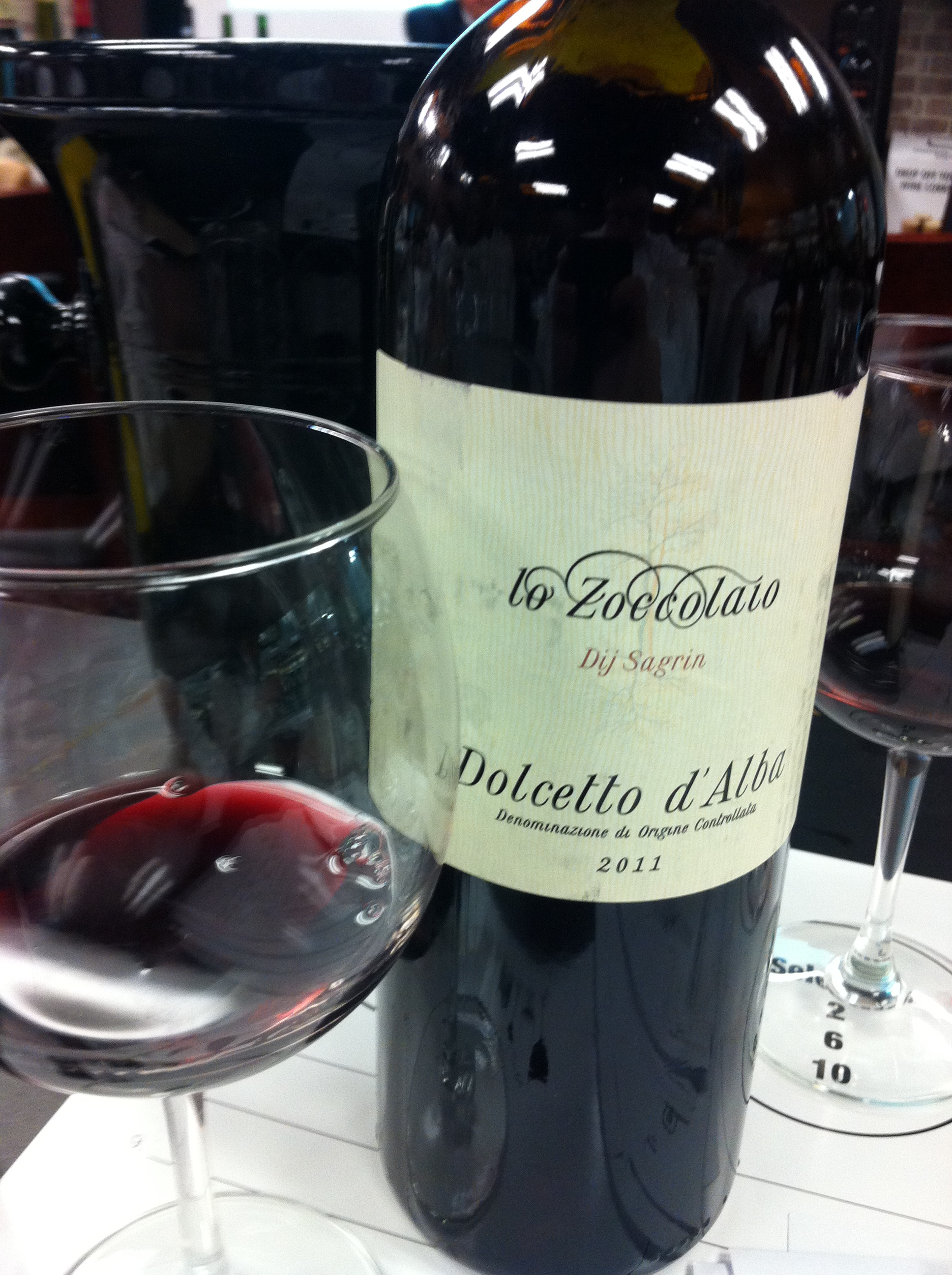
Bouteille du produit.

Le  Dolcetto d'Alba  est un vin italien de la région Piémont doté d'une appellation DOC depuis le 16 juillet 1974. Seuls ont droit à la DOC les vins rouges récoltés à l'intérieur de l'aire de production définie par le décret. Les vignobles autorisés se situent en province de Coni et en province d'Asti dans les communes d'Alba, Albaretto della Torre, Barbaresco, Barolo, Borgomale, Bosia, Camo, Castiglione Falletto, Castiglione Tinella, Castino, Cherasco, Cortemilia, Cossano Belbo, Grinzane Cavour, La Morra, Lequio Berria, Mango, Monforte d'Alba, Montelupo Albese, Narzole, Neive, Neviglie, Novello, Rocchetta Belbo, Roddi, Roddino, Rodello, Santo Stefano Belbo, Serralunga d'Alba, Sinio, Torre Bormida, Treiso, Trezzo Tinella et Verduno (+/- 1.900 hectare de vignoble).
Les vignobles se situent sur des pentes des nombreuses collines au sud d'Alba, proche du Tanaro  et du vignoble du Dolcetto di Dogliani.
Le vin rouge du Dolcetto d'Alba répond à un cahier des charges moins exigeant que le Dolcetto d'Alba superiore, essentiellement en relation avec le titre alcoolique.

## Caractéristiques organoleptiques
- couleur : rouge rubis à tendance violacé
- odeur : délicat, caractéristique
- saveur : sèche, puissant, légèrement amer (amarognolo), acidité modérée

Le  Dolcetto d'Alba  se déguste à une température de 15 – 17 °C et il se gardera 3 – 4 ans.

## Association de plats conseillée
Hors-d'œuvre de légumes et de charcuterie; soupes de légumes, risottos, raviolis aux cèpes, veau et bœuf.

## Production
Province, saison, volume en hectolitres :